# Infuzijska pumpa
Infuzijska pumpa je mala pumpa za infuziju (neki uređaji uključuju mogućnost ulijevanja i povlačenja tekućeg sadržaja) koja se koristi kako bi se pacijentu postupno dale male količine tekućine (s ili bez lijeka), ili za kemijska i biomedicinska istraživanja.
Injekcijske pumpe najčešće se koriste u palijativnoj medicini kako bi se kontinuirano davali analgetici (sredstva za ublažavanje bolova), antiemetici (sredstva protiv mučnine i povraćanja) i ostali lijekovi. Ovakvim načinom davanja lijekova sprječavaju se razdoblja kada je razina lijekova u krvi previsoka ili preniska te izbjegava se korištenje većeg broja tableta (posebice kod ljudi koji imaju teškoće s gutanjem). Prem da da se lijekovi primaju potkožno, područje za primanje lijeka je neograničeno, premda edem može ometati djelovanje nekih lijekova.
Injekcijske pumpe također su pogodne za intravenozno davanje injekcije koje treba trajati duže od nekoliko minuta. U slučaju davanja lijeka koji je potrebno primati polako tijekom nekoliko minuta, ovaj uređaj štedi vrijeme osoblja i smanjuje incidenciju pogreške.
Injekcijske pumpe korisne su u mikrofluidnim namjenskim programima kao što su mikroreakcijski projekti i testiranja. Nadalje, koriste se u kemiji za polagano unošenje određenog volumena tekućine u otopinu. U enzimskoj kinetici injekcijske pumpe mogu biti korištene kao dio uređaja za zaustavljanje protoka u promatranju brze kinetike.